# Illarion Vassiltchikov
Pour les autres membres de la famille, voir famille Vassiltchikov.
Le prince Illarion Sergueïevitch Vassiltchikov (en russe : Илларион Сергеевич Васильчиков ; Saint-Pétersbourg 15 avril 1881 - Baden-Baden 3 juin 1969) est un aristocrate russe.

## Biographie
Le prince Illarion Sergueïevitch Vassiltchikov est né à Saint-Pétersbourg le 15 avril 1881.
Fils du général prince Serge Illarionovitch Vassiltchikov (1849-1926) et de la princesse Vassiltchikov, née Maria Nicolaïevna Issakoff (1853-1922), il descend de l’une des plus anciennes familles aristocratiques russes. Licencié en droit de l’Université de Saint-Pétersbourg, chambellan, grand-maréchal de la noblesse pour le gouvernement de Kowno en Lituanie, où sa famille possède d’importantes propriétés, membre de la Douma d’Empire sous le règne de Nicolas II et ami proche de son premier ministre, le réformateur Stolypine, il est promis à une carrière politique d’importance.
Il se marie le 12 mai 1909 avec la princesse Lydia Wiazemsky (10/06/1886-30/11/1948), elle-même descendante d’une illustre famille de la noblesse russe : fille du général-prince Léonid Dimitriévitch Wiazemsky (1848-1909), général de cavalerie, membre du Conseil de l’Empire et ministre des Apanages. L’une des principales propriétés de cette branche de la famille Wiazemsky, nommée Lotarevo, était située dans l’actuel oblast de Tambov.
De ce mariage naîtront cinq enfants : 
- la princesse Irina (28 août 1910-26 février 1992) ;
- le prince Alexandre (20 février 1912-22 avril 1939), mort en Suisse, à 27 ans, de la tuberculose ;
- la princesse Tatiana  (1er janvier 1915-26 juillet 2006) ;
- la princesse Marie (10 janvier 1917-12 août 1978) ;
- le prince Georges (22 novembre 1919-2008), né en exil en France, à Beaulieu-sur-Mer.

Fuyant la Révolution russe de 1917 en trouvant refuge en Crimée, la famille Vassiltchikov quittera définitivement le sol russe en 1919 et s’exilera successivement en France, en Allemagne et en Lituanie, devenue une république indépendante pendant l’entre-deux-guerres.
En 1940, lors de la mise en œuvre d’une clause secrète du pacte germano-soviétique, conduisant à l’annexion de la Lituanie par son puissant voisin, le prince Vassiltchikov est obligé de quitter précipitamment son pays d’adoption pour l’Allemagne.
Il s’installe de manière définitive à la mort de sa femme en 1948 à Baden-Baden où il meurt en 1969, sans avoir revu son pays d’origine.
Les propriétés de la famille Vassiltchikov se situaient principalement en Lituanie russe, dans le gouvernement de Kowno, telle Yurburg, ou encore dans le gouvernement de Pskov, telle Vybiti.